# Бабандина
Бабандина  — деревня в Тюменской области Тобольского района деревня в составе Малозоркальцевского сельского поселения.

## Население
| 2010 |
| ---- |
| 16   |

## История
- 1931 году был организован колхоз, в 1953 году было объединение в колхоз "Путь к коммунизму".